# タンギョの滝
タンギョの滝（タンギョのたき）は、鹿児島県奄美市住用町にある滝。

## 概要
奄美大島住用川の新住用川ダムより下流の標高35m付近の右岸に掛かる滝で、ヤクガチョボシ岳(440.5m)を源流としている。
国土地理院の地形図に滝の地図記号はあるが、滝名は記されていない。落差は約100m。
日本最南の100m級大滝とも称される。
対岸の林道に展望所があり、滝全体を一望できる。

## 登山史
1985年2月17日 一人の登山家が単独で初登攀に成功した。ただし最下段は巻いている。
2014年5月1日　成瀬陽一ら二人の登山家が最下段を含む初登攀に成功している。
2017年、2020年にもそれぞれ登山家らが最下段を含まずに登攀に成功している。